# نهائي كأس أوكرانيا 1999
نهائي كأس أوكرانيا 1999 هي المباراة النهائية من منافسة كأس أوكرانيا 1998–99، أقيمت المباراة في 30 مايو 1999، في مجمع أولمبيسكي الوطني الرياضي، بين فريقي دينامو كييف، ونادي كارباتي لفيف، وفاز فيها دينامو كييف، بعد أن هزم نادي كارباتي لفيف، بنتيجة 3 - 0، وكان حكم المباراة Vasyl Melnychuk ‏، وحضر المباراة 71000 شخصاً.

## تفاصيل المباراة
لعبت المباراة النهائية في 30 مايو 1999.
| دينامو كييف | 3 -0 | نادي كارباتي لفيف |
| ----------- | ---- | ----------------- |
|             |      |                   |